# ペヤ郡

ペヤ郡 / ペチ郡
Rajoni i Pejës
Pećki okrug
Gnjilanski okrug

ペヤ郡（ペヤぐん、アルバニア語:Rajoni i Pejës）、またはペチ郡（ペチぐん、セルビア語:Пећки округ / Pećki okrug）は、コソボの郡。郡都はペヤ / ペチ。

## 基礎自治体
ペヤ郡 / ペチ郡には、3つの基礎自治体がある。
- ペヤ / ペーチ
- イストグ / イストク（ブリミ）
- クリナ